# Peter Scott (ornitolog)
Peter Markham Scott (ur. 14 września 1909 w Londynie, zm. 29 sierpnia 1989 w Bristolu) – brytyjski ornitolog, działacz na rzecz ochrony przyrody, malarz, oficer Royal Navy, prezenter telewizyjny, sportowiec. Jeden z założycieli WWF. Jedyny syn brytyjskiego badacza Antarktydy Roberta Falcona Scotta i rzeźbiarki Kathleen Scott.

## Życiorys

### Dzieciństwo i młodość
Urodził się w Londynie, był jedynym dzieckiem polarnika Roberta Falcona Scotta i rzeźbiarki Kathleen Scott. Jego ojciec zginął podczas swojej drugiej wyprawy na Antarktydę kiedy Peter miał zaledwie 2,5 roku. W swoim ostatnim liście Robert Falcon Scott napisał do żony, aby zainteresowała syna przyrodą, ponieważ uważał to za lepsze niż sport. Drugie imię Peter Scott otrzymał na cześć Sir Clementsa Markhama, geografa i organizatora pierwszej wyprawy jego ojca. Ojcem chrzestnym był J.M. Barrie, autor Piotrusia Pana, przyjaciel rodziny.
Uczęszczał do niezależnej szkoły Oundle School w Northamptonshire. Studiował w Trinity College w Cambridge, początkowo nauki przyrodnicze, ostatecznie ukończył historię sztuki w 1931 roku.
Podobnie jak matka był utalentowany artystycznie. Zajmował się malarstwem akwarelowym, malował głównie ptaki. Pierwsze jego prace zostały wystawione w Londynie w 1933 roku. Status społeczny i sytuacja materialna pozwoliły mu na rozwijanie zainteresowań artystycznych, sportowych oraz przyrodniczych.

### II wojna światowa
Podczas II wojny światowej służył w Royal Navy Volunteer Reserve. Brał udział w ewakuacji wojsk brytyjskich z kontynentu latem 1940 roku. Później służył na niszczycielach. Został dowódcą jedynej eskadry kanonierek parowych (ang. Steam Gun Boat), która patrolowała wody Kanału La Manche oraz brała udział w Rajdzie na Dieppe. Został odznaczony Krzyżem Wybitnej Służby (ang. Distinguished Service Cross).
Scott pracował także nad schematami malowania okrętów pływających na obszarze Western Aproaches, kamuflaż zastosowany według jego wytycznych, opartych na wcześniejszych pracach Abbotta Handersona Thayera, okazał się skuteczny. Za swoją pracę został odznaczony Orderem Imperium Brytyjskiego.

### Ochrona środowiska

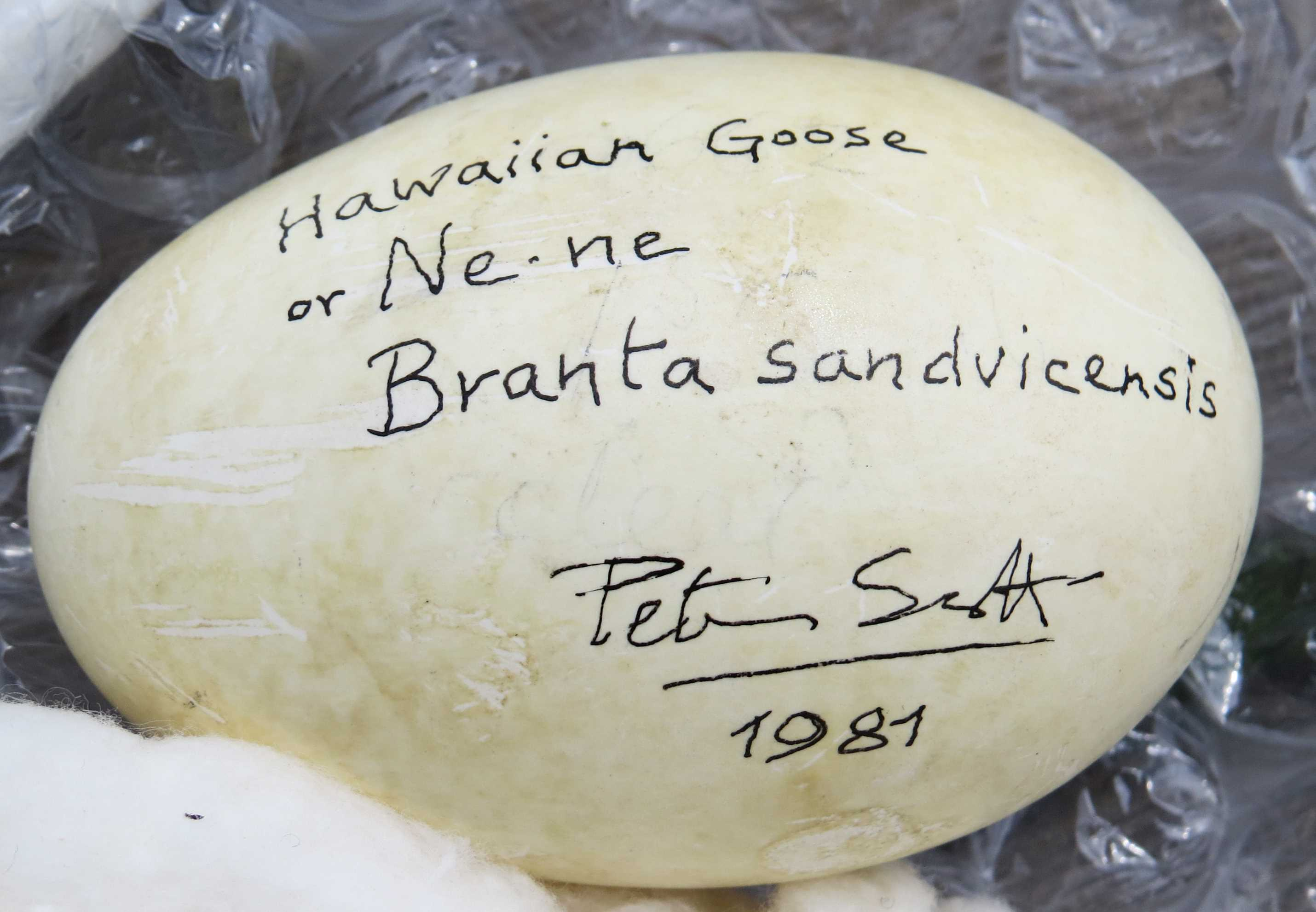
Jajo bernikli hawajskiej podpisane przez Petera Scotta.

W 1946 roku założył Fundusz Mokradeł Severn (ang. Severn Wildfowl Trust), obecnie Fundusz Dzikiego Ptactwa i Mokradeł (ang. Wildfowl & Wetlands Trust). Pierwszy rezerwat Funduszu powstał w Slimbridge. W ramach działania tej organizacji w latach 50. XX wieku udało się reintrodukować zagrożoną wyginięciem berniklę hawajską.
W kolejnych latach Scott brał udział w wielu ekspedycjach ornitologicznych na całym świecie. Rozpoczął również karierę telewizyjną. Prowadzony przez niego program Look był pierwszym programem w historii BBC poświęconym historii naturalnej. W swoich programach popularyzował wiedzę na temat dzikiego ptactwa oraz badań terenów podmokłych. Jego film pt. Prywatne życie zimorodka (ang. The Private Life of the Kingfisher) z 1968 roku był pierwszym kolorowym filmem przyrodniczym nadanym przez BBC. Scott napisał oraz zilustrował kilka książek przyrodniczych w tym autobiografię pt. The Eye of the Wind wydaną w 1961 roku.
Był jednym z założycieli World Wide Fund for Nature oraz zaprojektował logo organizacji. Jego działania przyczyniły się do podpisania Układu Antarktycznego oraz zmian w polityce Międzynarodowej Komisji Wielorybnictwa.
Był członkiem i przewodniczącym Society of Wildlife Artists, organizacji artystów przedstawiających w swoich dziełach dziką przyrodę oraz Nature in Art Trust, galerii i muzeum wystawiających sztukę inspirowaną przyrodą.
Był także członkiem i wieloletnim wiceprezesem Brytyjskiego Stowarzyszenia Naturalistów (ang. British Naturalists' Association).

### Kariera sportowa
Reprezentował Wielką Brytanię na Igrzyskach Olimpijskich w 1936 roku w Berlinie, gdzie zdobył brązowy medal w żeglarskiej klasie O-Jolle.
W 1964 roku wystartował jako skipper jachtu Sovereign Regatach o Puchar Ameryki, regaty zakończyły się zwycięstwem Amerykanów 4:0. W latach 1955–1969 był prezesem Międzynarodowej Federacji Żeglarskiej.
Po II wojnie światowej zainteresował się szybownictwem, w 1963 został mistrzem Wielkiej Brytanii a w latach 1968–1970 był prezesem British Gliding Association.

## Życie prywatne
W 1942 roku poślubił pisarkę Elizabeth Jane Howard, z którą miał córkę Nicolę (ur. w 1943 roku). Howard odeszła od Scotta w 1946 roku, rozwiedli się w 1951 roku.
W 1951 roku podczas wyprawy na Islandię ożenił się ze swoją asystentką Philippą Talbot-Ponsonby, w 1952 roku przyszła na świat ich córka Dafila (imię to jest alternatywną nazwą gatunkową rożeńca zwyczajnego ptaka z rodziny kaczkowatych). Dafila Scott jest malarką, podobnie jak ojciec maluje ptaki. W 1954 roku urodził się ich syn Falcon.
Zmarł 29 sierpnia 1989 roku w Bristolu, przyczyną śmierci był atak serca.

## Wyróżnienia, nagrody i upamiętnienie

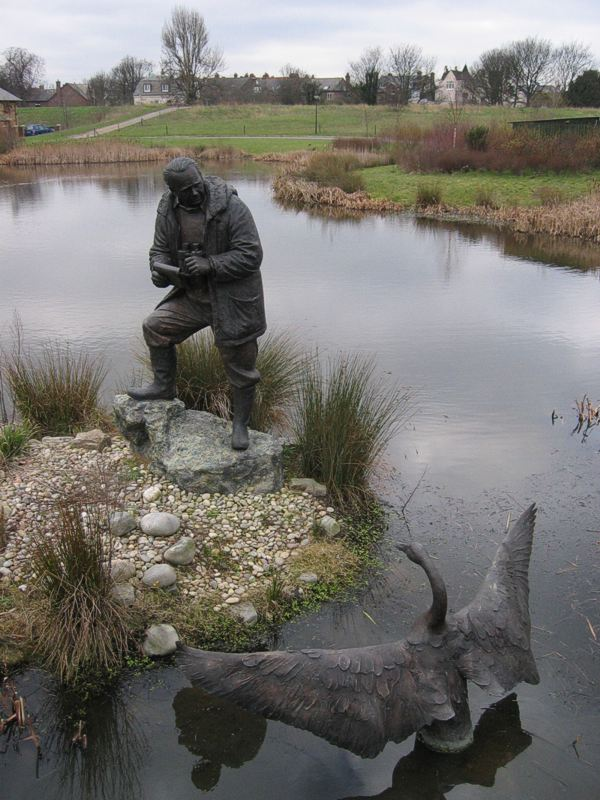
Pomnik Sir Petera Scotta w rezerwacie London Wetland Centre.

W czasie II wojny światowej dwukrotnie został wymieniony w sprawozdaniu, za udział w ratowaniu rozbitków z płonącego okrętu w 1941 roku i za odwagę w czasie rajdu na Dieppe w 1942 roku. 1 czerwca 1943 roku został odznaczony Krzyżem Wybitnej Służby.
5 czerwca 1942 roku został mianowany Kawalerem Orderu Imperium Brytyjskiego (ang. Member of the Most Excellent Order of the British Empire (MBE)). Z okazji koronacji królowej Elżbiety II został awansowany do rangi Komandora Orderu Imperium Brytyjskiego (ang. Commander of the Most Excellent Order of the British Empire (CBE)). 27 lutego 1973 roku został pasowany na rycerza. W 1987 roku został odznaczony Orderem Towarzyszów Honoru (ang. Order of the Companions of Honour) w uznaniu zasług dla ochrony przyrody.
Brytyjskie Stowarzyszenie Przyrodników (ang. British Naturalists' Association), co roku przyznaje nagrodę im. Petera Scotta (ang. Peter Scott Memorial Award) za wybitne osiągnięcia w dziedzinie badań nad historią naturalną i ochroną przyrody.
W hrabstwie Norfolk, wytyczono Ścieżkę Petera Scotta (ang. Peter Scott Walk), prowadzi ona od przeprawy promowej King’s Lynn do ujścia rzeki Nene, gdzie znajduje się latarnia morska, w której przez kilka lat mieszkał i prowadził obserwacje ptaków.
Dom Scotta w Slimbridge, z którego przez wiele lat nadawał swój program przyrodniczy Look i gdzie pracował, ma zostać udostępniony do zwiedzania.